# Antica arcidiocesi di Lund

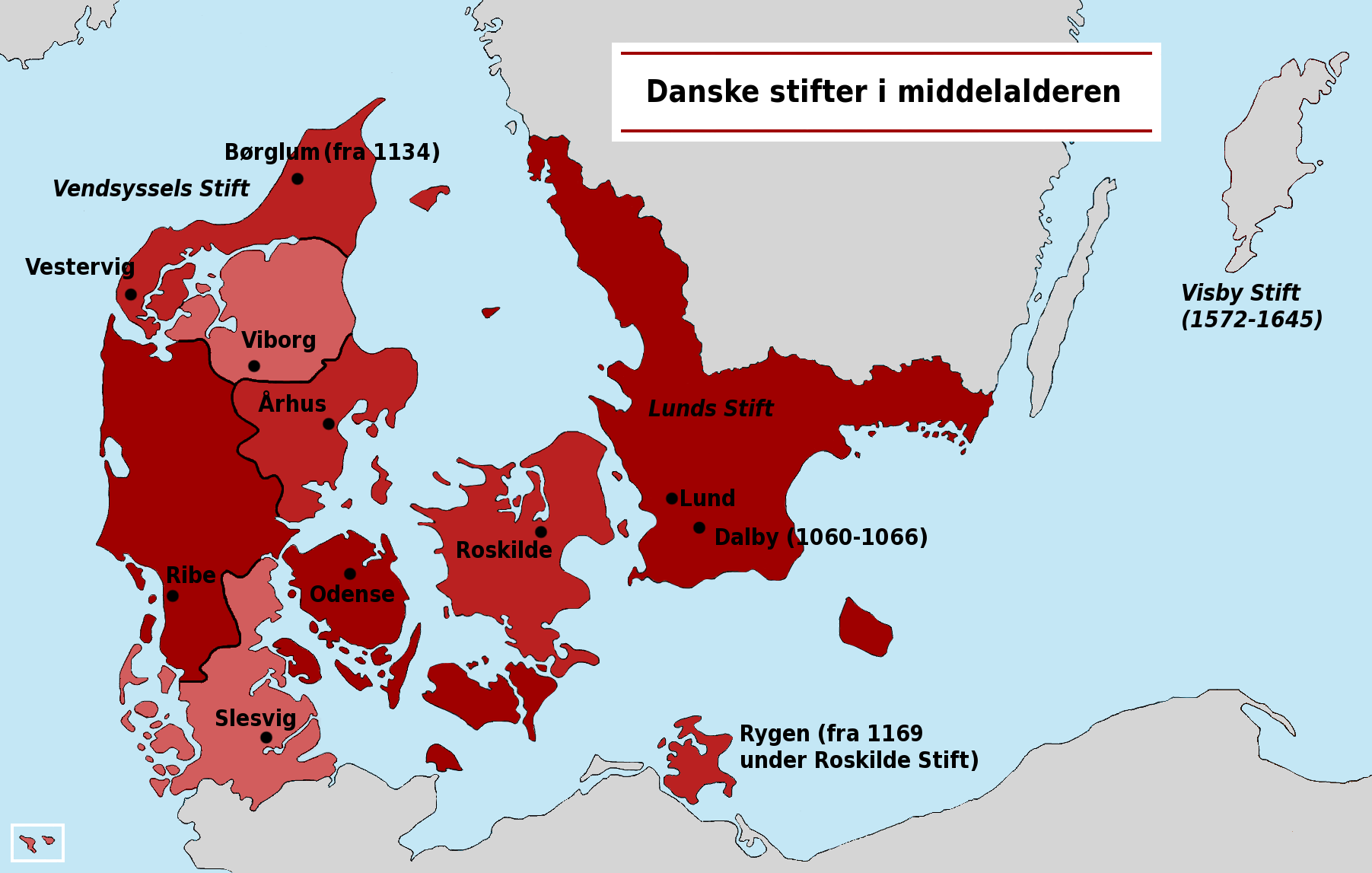
Mappa della provincia ecclesiastica di Lund nel Medioevo.

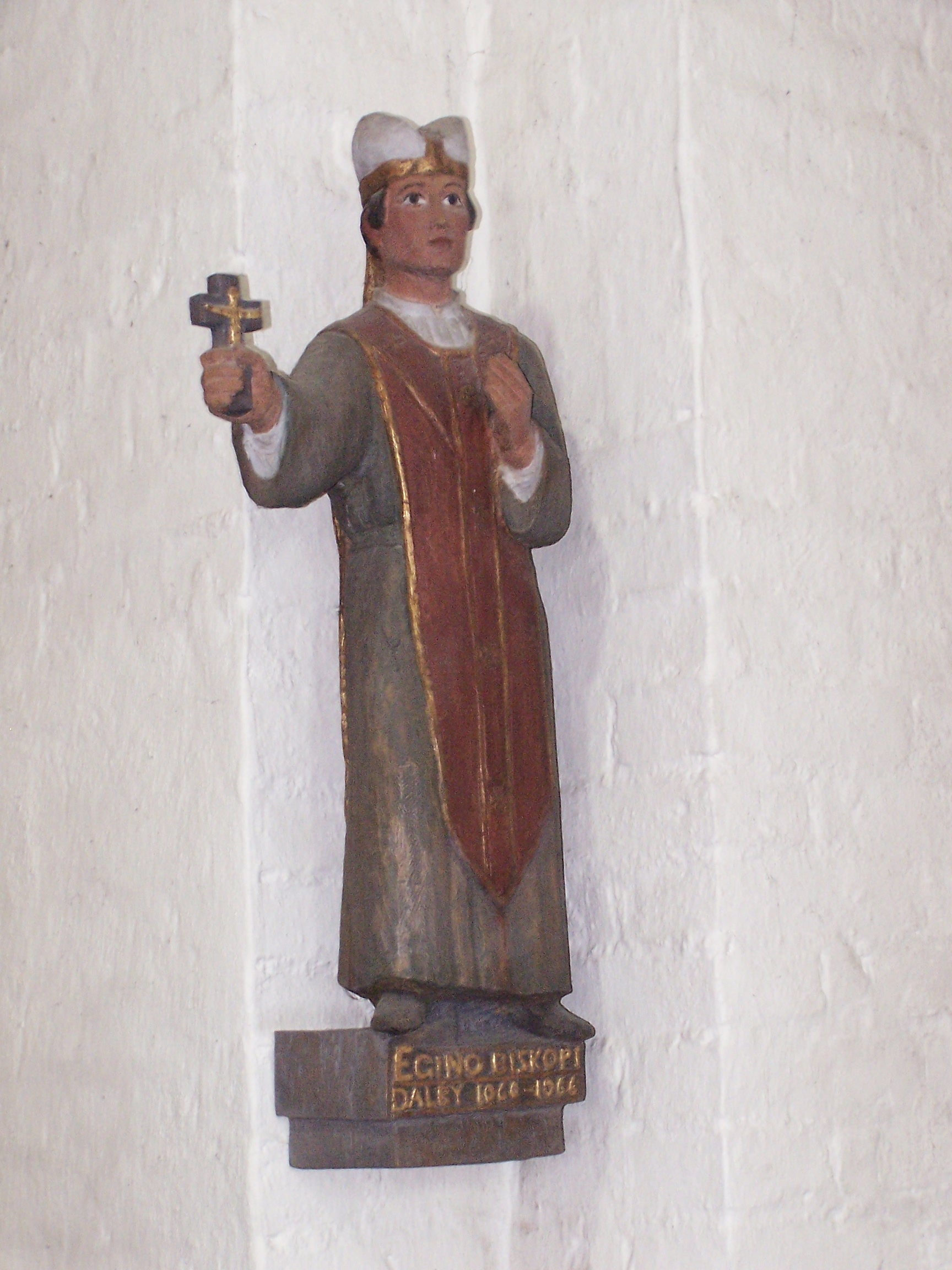
Statua lignea raffigurante il vescovo Egino.

L'arcidiocesi di Lund (in latino: Archidioecesis Lundensis) è una sede metropolitana soppressa della Chiesa cattolica poi divenuta una sede luterana danese e infine una sede della Chiesa di Svezia.

## Territorio
L'arcidiocesi comprendeva la parte meridionale della odierna Svezia, ossia le province di Scania, Halland e Blekinge e l'isola danese di Bornholm, tutti territori all’epoca facenti integralmente parte della Danimarca.
Sede arcivescovile era la città di Lund, dove si trova la cattedrale dedicata a san Lorenzo. Essa fu consacrata il 1º settembre 1145 dall'arcivescovo Eskil.

## Storia
La diocesi di Lund fu eretta nel 1060, ricavandone il territorio dalla diocesi di Roskilde. Originariamente essa era suffraganea dell'arcidiocesi di Amburgo-Brema, la chiesa madre del nord Europa, da cui partivano i missionari per l'evangelizzazione di quelle terre.
Nel 1067 essa incorporò i territori di Blekinge e Bornholm della soppressa diocesi di Dalby, eretta nel 1060 dal re danese Sweyn II ricavandone il territorio dalla diocesi di Roskilde. L'unico vescovo di questa sede, Egino, fu consacrato da Adalberto di Brema e attorno al 1065 fu eletto vescovo di Lund.
In pellegrinaggio a Roma agli inizi del XII secolo, il re danese Eric I ottenne da papa Pasquale II l'erezione di Lund a sede metropolitana di tutti i Paesi del Nord Europa (erezione avvenuta nel 1104), coerentemente ai disegni egemonici danesi verso tutte le altre terre scandinave. L’arcidiocesi aveva giurisdizione su un territorio immenso, che comprendeva la Danimarca, la Svezia, la Finlandia, la Norvegia, l'Islanda, fino alla Groenlandia, nonché le isole della Scozia settentrionale.
L'erezione delle arcidiocesi di Nidaros (1152) e di Uppsala (1164) ridusse di molto la giurisdizione di Lund, che nel XVI secolo comprendeva le sedi danesi di Århus, di Børglum, di Odense, di Ribe, di Roskilde e di Viborg, più la diocesi di Schleswig (oggi in territorio tedesco).
Nel 1177 agli arcivescovi di Lund fu concesso il titolo di primate di Danimarca e Svezia.
L'ultimo arcivescovo in comunione con la Santa Sede, Torben Bille, fu imprigionato l'11 agosto 1536 e morì nel gennaio 1553. L’istituzione della Chiesa di Danimarca, nota per il suo estremismo nel riformismo luterano, comportò la decadenza di ogni formula metropolita, che non era più concepita, e spesso una gestione devoluta a semplici sovrintendenti, finché il passaggio alla Svezia nel 1658 permise un regolare ristabilimento della successione dei vescovi di Lund.

## Cronotassi dei vescovi
- Henrik † (circa 1048 - 21 agosto circa 1060 deceduto)
- Egino † (prima del 1065 - 19 ottobre circa 1072 deceduto)
- Ricwald † (1075 - 26 maggio 1089 deceduto)
- Ascer † (18 novembre 1089 consacrato - 5 maggio 1137 deceduto)
- Eskil † (1138 - 1179 dimesso)
- Absalon Hvide † (1179 - 21 marzo 1201 deceduto)
- Anders Sunesen † (1201 - 1223 dimesso)
- Peder Saxesen † (11 gennaio 1224 - 11 luglio 1228 deceduto)
- Uffe Thrugotsen † (1230 consacrato - 15 dicembre 1252 deceduto)
- Jakob Erlandsen † (13 agosto 1253 - 18 febbraio 1274 deceduto)
  - Erlandsen † (15 aprile 1274 - 23 agosto 1276 deceduto) (vescovo eletto)
- Trugot Torstensen † (13 gennaio 1277 - 2 maggio 1280 deceduto)
- Jens Dros † (13 aprile 1282 - 28 aprile 1288 deceduto)
- Jens Grand † (18 marzo 1290 - 30 marzo 1302 nominato arcivescovo di Riga)
- Isarnus Tacconi † (11 aprile 1302 - 12 giugno 1310 nominato arcivescovo di Salerno)
- Esger Juul † (15 giugno 1310 - 17 gennaio 1325 deceduto)
- Karl Eriksen † (9 ottobre 1325 - 16 maggio 1334 deceduto)
- Peder Jensen † (27 febbraio 1336 - 16 aprile 1355 deceduto)
- Jacob Kyrning † (5 ottobre 1355 - 23 gennaio 1361 deceduto)
- Niels Jensen † (25 ottobre 1361 - 5 febbraio 1379 deceduto)
- Magnus Nielsen † (maggio 1379 - 2 marzo 1390 deceduto)
- Peder Jensen † (7 ottobre 1390 - 31 dicembre 1391 deceduto)
- Jakob Gertsen † (13 luglio 1392 - 18 aprile 1410 deceduto)
- Peder Kruse † (28 luglio 1410 - 4 aprile 1418 deceduto)
- Peder Lykke † (7 ottobre 1418 - 1436 deceduto)
- Hans Laxmand † (21 maggio 1436 - 30 maggio 1443 deceduto)
- Tuve Nielsen † (7 giugno 1443 - 7 aprile 1472 deceduto)
  - Francesco Gonzaga † (7 aprile 1472 - 18 aprile 1474) (amministratore apostolico)
- Jens Brostrup † (18 aprile 1474 - 2 giugno 1497 deceduto)
- Birger Gunnersen † (9 maggio 1498 - 23 novembre 1519 deceduto)
- Aage Jepsen Sparre † (dicembre 1519 - giugno 1532 dimesso)
- Jørgen Skodborg † (5 gennaio 1520 - 1521 dimesso)
  - Paolo Emilio Cesi † (6 febbraio 1520 - 12 luglio 1521 dimesso) (amministratore apostolico)
  - Didrik Slagheck † (12 luglio 1521 - 24 gennaio 1522 deceduto) (intruso)
  - Johan Weze † (1522 - aprile 1523 deposto) (intruso)
- Torben Bille † (27 luglio 1532 - gennaio 1553 deceduto)